# 1960年ローマオリンピックのボクシング競技
1960年ローマオリンピックのボクシング競技（1960ねんローマオリンピックのボクシングきょうぎ）は、男子のみ10階級で行われた。

## 競技結果
| 階級                          | 金                                                | 銀                                                | 銅                                            |
| ----------------------------- | ------------------------------------------------- | ------------------------------------------------- | --------------------------------------------- |
| フライ級 （51kg）             | ジュラ・トゥルク ハンガリー (HUN)                 | セルゲイ・シフコ ソビエト連邦 (URS)               | アブデルモナイム・エルガンディ エジプト (EGY) |
| フライ級 （51kg）             | ジュラ・トゥルク ハンガリー (HUN)                 | セルゲイ・シフコ ソビエト連邦 (URS)               | 田辺清 日本 (JPN)                             |
| バンタム級 （54kg）           | オレグ・グリゴリエフ ソビエト連邦 (URS)           | プリモ・ザンパリーニ イタリア (ITA)               | ブルノン・ベンディク ポーランド (POL)         |
| バンタム級 （54kg）           | オレグ・グリゴリエフ ソビエト連邦 (URS)           | プリモ・ザンパリーニ イタリア (ITA)               | オリバー・テイラー オーストラリア (AUS)       |
| フェザー級 （57kg）           | フランチェスコ・ムッソ イタリア (ITA)             | イェルジー・アダムスキ ポーランド (POL)           | ホルマ・リモーネン フィンランド (FIN)         |
| フェザー級 （57kg）           | フランチェスコ・ムッソ イタリア (ITA)             | イェルジー・アダムスキ ポーランド (POL)           | ウィリアム・メイヤーズ 南アフリカ (RSA)       |
| ライト級 （60kg）             | カジミェシュ・パズドジオール ポーランド (POL)     | サンドロ・ロポポロ イタリア (ITA)                 | アベル・ラウドニオ アルゼンチン (ARG)         |
| ライト級 （60kg）             | カジミェシュ・パズドジオール ポーランド (POL)     | サンドロ・ロポポロ イタリア (ITA)                 | リチャード・マクタガート イギリス (GBR)       |
| ライトウェルター級 （63.5kg） | ボフミル・ニェメチェック チェコスロバキア (TCH)   | クレメント・クォーティ ガーナ (GHA)               | クインシー・ダニエルズ アメリカ合衆国 (USA)   |
| ライトウェルター級 （63.5kg） | ボフミル・ニェメチェック チェコスロバキア (TCH)   | クレメント・クォーティ ガーナ (GHA)               | マリアン・カスプルシク ポーランド (POL)       |
| ウェルター級 （67kg）         | ニノ・ベンベヌチ イタリア (ITA)                   | ユーリ・ラドニヤク ソビエト連邦 (URS)             | レゼク・ドロゴス ポーランド (POL)             |
| ウェルター級 （67kg）         | ニノ・ベンベヌチ イタリア (ITA)                   | ユーリ・ラドニヤク ソビエト連邦 (URS)             | ジェームズ・ロイド イギリス (GBR)             |
| ライトミドル級 （71kg）       | ウィルバート・マックルア アメリカ合衆国 (USA)     | カルメロ・ボッシ イタリア (ITA)                   | ウィリアム・フィッシャー イギリス (GBR)       |
| ライトミドル級 （71kg）       | ウィルバート・マックルア アメリカ合衆国 (USA)     | カルメロ・ボッシ イタリア (ITA)                   | ボリス・ラグティン ソビエト連邦 (URS)         |
| ミドル級 （75kg）             | エディー・クルック・ジュニア アメリカ合衆国 (USA) | タデウシュ・バラセク ポーランド (POL)             | エフゲニー・フェロファノフ ソビエト連邦 (URS) |
| ミドル級 （75kg）             | エディー・クルック・ジュニア アメリカ合衆国 (USA) | タデウシュ・バラセク ポーランド (POL)             | イオン・モネア ルーマニア (ROM)               |
| ライトヘビー級 （81kg）       | カシアス・クレイ アメリカ合衆国 (USA)             | ズビグニェフ・ピエトルシコウスキ ポーランド (POL) | アンソニー・マディガン オーストラリア (AUS)   |
| ライトヘビー級 （81kg）       | カシアス・クレイ アメリカ合衆国 (USA)             | ズビグニェフ・ピエトルシコウスキ ポーランド (POL) | ジュリオ・サラウディ イタリア (ITA)           |
| ヘビー級 （81kg超）           | フランチェスコ・デ・ピッコリ イタリア (ITA)       | ダニエル・ベッカー 南アフリカ (RSA)               | ジョセフ・ネメク チェコスロバキア (TCH)       |
| ヘビー級 （81kg超）           | フランチェスコ・デ・ピッコリ イタリア (ITA)       | ダニエル・ベッカー 南アフリカ (RSA)               | ギュンター・ジークムント 東西統一ドイツ (EUA) |

## 各国メダル数
| 順 | 国・地域               | 金 | 銀 | 銅 | 計 |
| -- | ---------------------- | -- | -- | -- | -- |
| 1  | イタリア (ITA)         | 3  | 3  | 1  | 7  |
| 2  | アメリカ合衆国 (USA)   | 3  | 0  | 1  | 4  |
| 3  | ポーランド (POL)       | 1  | 3  | 3  | 7  |
| 4  | ソビエト連邦 (URS)     | 1  | 2  | 2  | 5  |
| 5  | ハンガリー (HUN)       | 1  | 0  | 0  | 1  |
| 5  | チェコスロバキア (TCH) | 1  | 0  | 1  | 2  |
| 7  | ガーナ (GHA)           | 0  | 1  | 0  | 1  |
| 7  | 南アフリカ (RSA)       | 0  | 1  | 1  | 2  |
| 9  | イギリス (GBR)         | 0  | 0  | 3  | 3  |
| 10 | オーストラリア (AUS)   | 0  | 0  | 2  | 2  |
| 11 | 日本 (JPN)             | 0  | 0  | 1  | 1  |
| 11 | エジプト (EGY)         | 0  | 0  | 1  | 1  |
| 11 | フィンランド (FIN)     | 0  | 0  | 1  | 1  |
| 11 | アルゼンチン (ARG)     | 0  | 0  | 1  | 1  |
| 11 | ルーマニア (ROU)       | 0  | 0  | 1  | 1  |
| 11 | 東西統一ドイツ (EUA)   | 0  | 0  | 1  | 1  |